# Otto Heinrich Warburg
Otto Heinrich Warburg (Freiburg im Breisgau, 8 oktober 1883 – Berlijn, 1 augustus 1970) was een Duits fysioloog en medicus. Hij onderzocht het metabolisme van tumoren en de dissimilatie, met name bij kankercellen. Voor zijn ontdekking en de werking van (Warburgs) geel enzym, kreeg hij in 1931 de Nobelprijs voor Fysiologie of Geneeskunde. 

## Biografie
Otto Warburg werd geboren in Freiburg als zoon van de natuurkundige Emil Warburg, president van het Physikalisch Reichsanstalt, en Elizabeth Gaertner. Hij studeerde scheikunde onder Emil Fischer aan de Universiteit van Berlijn en promoveerde er in 1906 op een proefschrift over polypeptiden. Aansluitende studeerde hij geneeskunde onder Von Krehl aan de Universiteit van Heidelberg waar hij in 1911 met een proefschrift over oxidatieprocessen zijn tweede promotie behaalde. Tijdens de Eerste Wereldoorlog diende hij in het Pruisische paardenregiment.
In 1918 werd Warburg benoemd tot hoogleraar aan het Kaiser Wilhelm Institute (nu Max Planck Instituut) voor biologie te Berlin-Dahlem. Sedert 1931 was hij directeur van het Kaiser Wilhelm Institute voor celfysiologie, die dankzij een donatie van de Rockefeller Foundation aan het instituut het jaar ervoor was gesticht. Deze positie behield hij tot aan zijn overlijden. 
Ondanks zijn joodse achtergrond (zijn vader Emil was joods) ontliep Warburg en zijn gezin vervolging tijdens de Tweede Wereldoorlog door zijn onderzoek naar kanker en omdat hij bescherming genoot van hogerhand. Adolf Hitler had zijn moeder verloren aan kanker en vreesde dat hij het ook kreeg.
Daarnaast was hij editor van en publiceerde veel in The Metabolism of Tumours (tr. 1931) en schreef hij het werk New Methods of Cell Physiology (1962). In zijn gehele 65-jarige carrière schreef hij 500 wetenschappelijke artikelen.

## Werk
Zijn vele onderzoekingen en ontdekkingen, vaak verkregen met geheel nieuwe methoden en apparaten (bijv. de warburgmanometer), betroffen onder andere celademhaling, gisting, fotosynthese en een theorie over het ontstaan van kanker. Warburg veronderstelde in zijn Warburg-hypothese dat het fundamentele verschil tussen normale en kankercellen de ratio van glycolyse tot dissimilatie was. Ofwel, waar gezonde cellen zuurstof gebruiken om glucose (suiker) om te zetten in energie ontdekte Warburg dat kankercellen hun energie halen uit een proces dat hij 'fermentatie' noemde en wat men tegenwoordig 'intercellulaire verbranding' noemt.
In een in 1924 gepubliceerd artikel toonde Warburg aan dat tumoren melkzuur (lactaat) produceren, zelfs in de aanwezigheid van zuurstof. Daarnaast zag hij dat de hoeveelheid glucose die tumorcellen opnemen veel hoger was dan bij gezonde cellen. Dit gedrag wordt het Warburg-effect genoemd en bleek een constante eigenschap van tumoren te zijn. Warburgs observatie was lang omstreden omdat volgens het Pasteur-effect een verhoogde glucoseopname en melkzuurvorming alleen kan plaatsvinden bij een zuurstoftekort.
Na de ontdekking van mitochondriën – de energiecentrales van de cel – dacht Warburg dat kanker veroorzaakt werd door een defect in deze mitochondriën. Hoewel zijn observatie dat tumorcellen veel glucose opnemen en melkzuur produceren juist bleek, was zijn interpretatie dat dit wordt veroorzaakt door defecte mitochondriën onjuist. Later onderzoek toonde namelijk aan dat de mitochondriën van tumoren volledig functioneel zijn en zelfs integraal onderdeel vormen van het aangepaste celmetabolisme.
Later schreef hij The Prime Cause and Prevention of Cancer dat hij presenteerde op een bijeenkomst van Nobelprijswinnaars op 30 juni 1966 in Lindau. In deze lezing presenteerde Warburg bewijs dat anaerobiosis een allereerste oorzaak van het ontstaan van kankercellen is. Recenter onderzoek lijkt echter aan te geven dat Warburgs bevindingen het gevolg zijn van de mutaties van de kankercel en niet de oorzaak van de "ongecontroleerde groei" bij kanker.